# Amphispiza
Amphispiza és un gènere d'ocells de la família dels passerèl·lids (Passerellidae). Aquests pardals americans viuen en zones àrides d'Amèrica del Nord.

## Llistat d'espècies
A partir de l'any 2021,consta d'una sola espècie ja que el sit de cinc ratlles (abans Amphispiza quinquestriata, ara Amphispizopsis quinquestriata) ha estat separat i ara forma un nou gènere Amphispizopsis:
- Amphispiza bilineata - sit gorjanegre.